# 가나자와 료
가나자와 료(일본어: 金沢 亮, 1988년 10월 19일 ~ )는 일본의 전 축구 선수이다.

## 구단 경력
과거 제프 유나이티드 지바에서 활동하였다.